# Whoa Oh! (Me vs. Everyone)
"Whoa Oh! (Me vs. Everyone)" é o primeiro single da banda Forever the Sickest Kids, para o álbum de estreia Underdog Alma Mater. A canção foi lançada a 1 de abril de 2008. O vídeo foi mostrado no programa TRL da MTV a 24 de junho do mesmo ano. Alcançou e posicionou-se na trigésima oitava posição na Top 40 Mainstream, em #78 na Pop 100, e em #64 no Pop 100 Airplay.

## Faixas
| CD Single |                              |                                           |         |  |
| N.º       | Título                       | Compositor(es)                            | Duração |  |
| 1.        | "Whoa Oh! (Me vs. Everyone)" | Austin Bello, Caleb Turman, Jonathan Cook | 3:24    |  |

| Reino Unido/Irlanda Single |                              |         |  |
| N.º                        | Título                       | Duração |  |
| 1.                         | "Whoa Oh! (Me vs. Everyone)" | 3:24    |  |
| 2.                         | "Hurricane Haley"            | 3:42    |  |

## Videoclipe
O vídeo musical saiu nove dias após o lançamento oficial da canção. O vídeo mostra cenas da banda a tocar numa pista de corridas de carro num aeroporto, como fundo.

## Versão de dueto
A versão de dueto foi lançada a 26 de Maio de 2009, em iTunes, incluindo a participação de vocais de Selena Gomez.